# Пожар в Нарьян-Маре 15 июля 1979 года
Пожар в Нарьян-Маре 15 июля 1979 года — чрезвычайное происшествие, случившееся в воскресенье 15 июля 1979 года в Нарьян-Маре.

## Пожар
Самый большой пожар за всю историю города произошел воскресным вечером 15 июля 1979 года, в день 50-летия образования Ненецкого автономного округа, после окончания торжественных мероприятий и спортивных соревнований по случаю юбилея.
Пожар начался в результате неосторожного обращения с огнём в сарае на улице Портовая в результате чего загорелись и стали взрываться канистры с бензином. Огонь перекинулся на находившийся рядом жилой дом, а затем сильный ветер перенёс пожар на соседние дома. В это время городские пожарные боролись с огнем на строящемся доме в микрорайоне Городецкий и не смогли сразу приехать на вновь возникший пожар на улице Портовая.
Кроме пожара на улице Портовая 15 июля 1979 года в Нарьян-Маре произошло ещё 2 возгорания, в результате которых сгорел строящийся дом в микрорайоне Городецкий, а также жилой дом на улице Хатанзейского. Эти пожары породили слухи о поджогах.

## Последствия
В борьбе с пожаром были спасены здания межколхозного производственного объединения, медвытрезвителя и магазина «Хозтовары», но полностью сгорели 6 жилых домов, располагавшихся рядом с морским портом, 89 семей остались без крова. Один человек скончался от полученных при пожаре ожогов. Ущерб причинённый государству, в ценах 1979 года составил 157 555 рублей. Ущерб, причиненный пожаром гражданам, составил 384 163 рубля.
Спустя три месяца после пожара Нарьян-Марский городской суд приговорил признанного виновником пожара гражданина Осташова А. А. к двум с половиной годам лишения свободы. Территория сгоревшего микрорайона была передана под производственные площади морского порта. Все пострадавшие получили новые квартиры в благоустроенных домах на улице Первомайская.